# Good Friday (альбом)
| Оценки критиков | Оценки критиков |
| Источник        | Оценка          |
| --------------- | --------------- |
| Allmusic        | [ 1 ]           |

Good Friday — студийный альбом австралийской группы The Easybeats, выпущенный в мае 1967 года. Это первый альбом группы, выпущенный на лейбле United Artists Records, с которым музыканты тогда подписали контракт. В Великобритании альбом выпущен не был, несмотря на то что отдельно выпущенный сингл «Friday on My Mind» там сумел попасть в высшие чарты.
Из-за проблем с контрактом альбом не был также официально выпущен и на родине музыкантов — в Австралии. Песни «Friday On My Mind», «Made My Bed, Gonna Lie In It» и «Pretty Girl» появились в сборнике The Best of The Easybeats + Pretty Girl, в то время как другие песни были включены в различные мини-альбомы. Выпущенная позднее на лейбле Repertoire Records британская версия альбома (как и в США выпущенная под названием Friday on My Mind) включала в себя двенадцать бонус-треков.

## Список композиций
Авторы всех песен Гарри Ванда и Джордж Янг, кроме отмеченных.
| №  | Название                                                              | Длительность |
| -- | --------------------------------------------------------------------- | ------------ |
| 1. | «River Deep, Mountain High» (Джефф Барри, Элли Гринвич и Фил Спектор) | 3:57         |
| 2. | «Do You Have a Soul»                                                  | 2:58         |
| 3. | «Saturday Night»                                                      | 3:24         |
| 4. | «You Me, We Love»                                                     | 3:22         |
| 5. | «Pretty Girl»                                                         | 2:16         |
| 6. | «Friday on My Mind»                                                   | 2:42         |

| №   | Название                                                  | Длительность |
| --- | --------------------------------------------------------- | ------------ |
| 7.  | «Happy is the Man»                                        | 2:41         |
| 8.  | «Hound Dog» (Джерри Либер и Майк Столлер)                 | 3:17         |
| 9.  | «Who’ll Be the One»                                       | 2:36         |
| 10. | «Made My Bed Gonna Lie in It» (Джордж Янг)                | 2:07         |
| 11. | «Remember Sam»                                            | 2:32         |
| 12. | «See Line Woman» (Трад., аранж. Гарри Ванда и Джордж Янг) | 3:14         |

### Дополнительные треки, записанные на Repertoire Records (под названием Friday On My Mind)
1. «Women (Make You Feel Alright)» (Стиви Райт/ Джордж Янг)
2. «Do You Have A Soul» (Long Version)
3. «You Me, We Love» (Different Mix)
4. «Lisa» (Different Mix)
5. «All Gone Boy»
6. «Friday on My Mind» (Mono Single Mix)
7. «Made My Bed Gonna Lie in It» (Mono Single Mix) (George Young)
8. «Who’ll Be The One» (Mono Single Mix)
9. «Saturday Night» (Mono Single Mix)
10. «Heaven & Hell» (Mono Single Mix)
11. «Pretty Girl» (Mono Single Mix)
12. «Heaven & Hell»

## Американский релиз — Friday On My Mind
см. также статью в английском разделе
Севеоамериканская версия альбома была выпущена под названием Friday On My Mind с обложкой, отличимой от версии релиза. выпущенной в Великобритании. В данном издании трек «Hound Dog» был заменён треком «Women» (позднее переиздан под названием «Make You Feel Alright (Women)») из альбома It's 2 Easy. Американская версия ни разу не издавалась на CD.

## Список композиций издания Friday On My Mind
Авторы всех песен Гарри Ванда и Джордж Янг, кроме отмеченных.

### Сторона A
1. Friday On My Mind
2. «River Deep, Mountain High» (Джефф Барри, Элли Гринвич и Фил Спектор)
3. Do You Have A Soul — (урезана по продолжительности по сравнению с британской версией песни)
4. Saturday Night
5. You Me, We Love
6. Pretty Girl

### Сторона Б
1. Happy Is The Man
2. Make You Feel Alright (Women) — (первоначально имела название «Women». Написана в авторстве Стиви Райта и Джорджа Янга)
3. Who’ll Be The One
4. Made My Bed Gonna Lie In It (Янг)
5. Remember Sam
6. «See Line Woman[англ.]» (Трад., аранж. Ванда, Янг)